# Duché de Sora
Pour les articles homonymes, voir Sora.

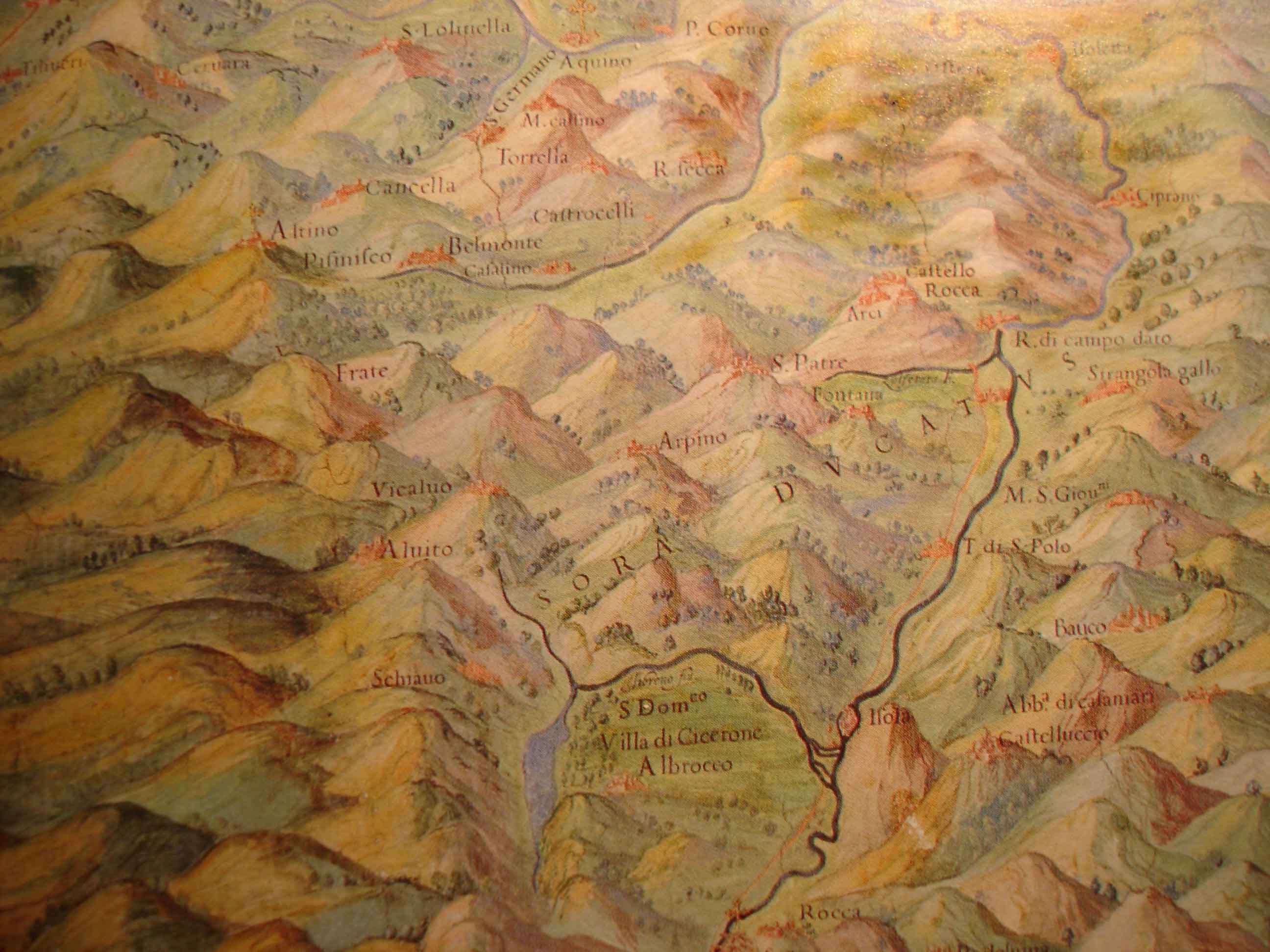
Le duché de Sora (Sora Ducatus)

Le duché de Sora (en italien, Ducato di Sora) est un ancien État souverain d'Italie, créé en 1443 par le roi Alphonse V d'Aragon et disparu en 1796.

## Histoire
Le duché de Sora occupait la partie sud-est de l'actuelle région du Latium, jouxtant ce qui est aujourd'hui la région des Abruzzes. Sa capitale était la ville de Sora.
Le comté de Sora avait été constitué en 1399, en tant que fief du roi de Naples. Il devait servir d'État tampon entre les territoires des Deux-Siciles et les États du Pape. En 1443, le comte Nicolas Cantelmo fut nommé premier duc de Sora par Alphonse V.
Le duché fut gouverné successivement par les familles Cantelmi, Della Rovere et Boncompagni. Le dernier duc fut Antonio II Boncompagni, qui céda le duché au roi Ferdinand Ier des Deux-Siciles.

## Ducs de Sora
- François Marie Ier della Rovere
- Nicolas Cantelmo
- Guillaume de Croÿ
- Giacomo Boncompagni
- Antonio II Boncompagni